# Aaron Gray
Aaron Michael Gray (nascut el 7 de desembre de 1984 a Tarzana, Los Angeles, Califòrnia) és un jugador de bàsquet professional estatunidenc que des de 2007 pertany als Toronto Raptors de l'NBA. Mesura 2,16 metres, i juga de pivot.